# ژان پیر تالبو
ژان پیر تالبو (انگلیسی: Jean-Pierre Talbot؛ زادهٔ ۱۲ اوت ۱۹۴۳) هنرپیشه اهل بلژیک است.
از فیلم‌ها یا برنامه‌های تلویزیونی که او در آن نقش داشته، می‌توان به تن‌تن و پرتقال‌های آبی و تن‌تن و راز پشم طلایی اشاره کرد.
شغل اصلی وی معلمی است.